# Obed (Chorwacja)
Obed – wieś w Chorwacji, w żupanii zagrzebskiej, w gminie Orle. W 2011 roku liczyła 51 mieszkańców.